# 阿姆斯特丹中央

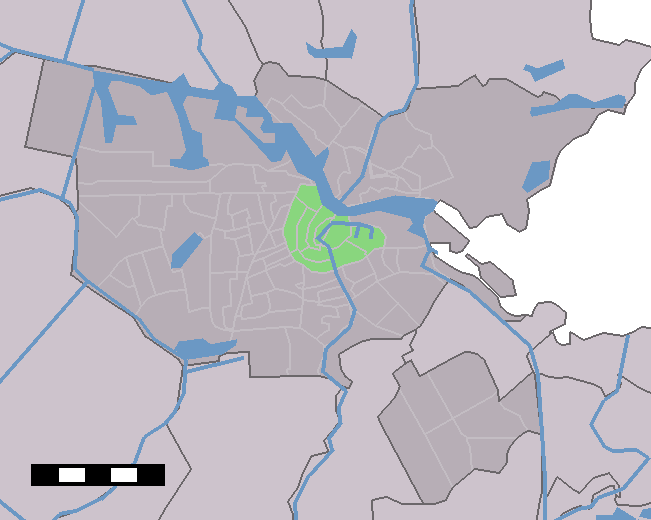
阿姆斯特丹中央的位置

阿姆斯特丹中央（Amsterdam-Centrum）是阿姆斯特丹市中心的一個行政區，也是阿姆斯特丹的歷史中心，包括了阿姆斯特丹的眾多地標。阿姆斯特丹中央設立於2002年，面積8.04平方公里。2013年，這裡的居民約有8.5萬人。阿姆斯特丹中央是荷蘭人均收入第二高的行政區。 

## 外部連結
- Borough of Amsterdam-Centrum website （页面存档备份，存于）

52°22′23″N 4°53′32″E / 52.37306°N 4.89222°E